# Polhöhenwiege

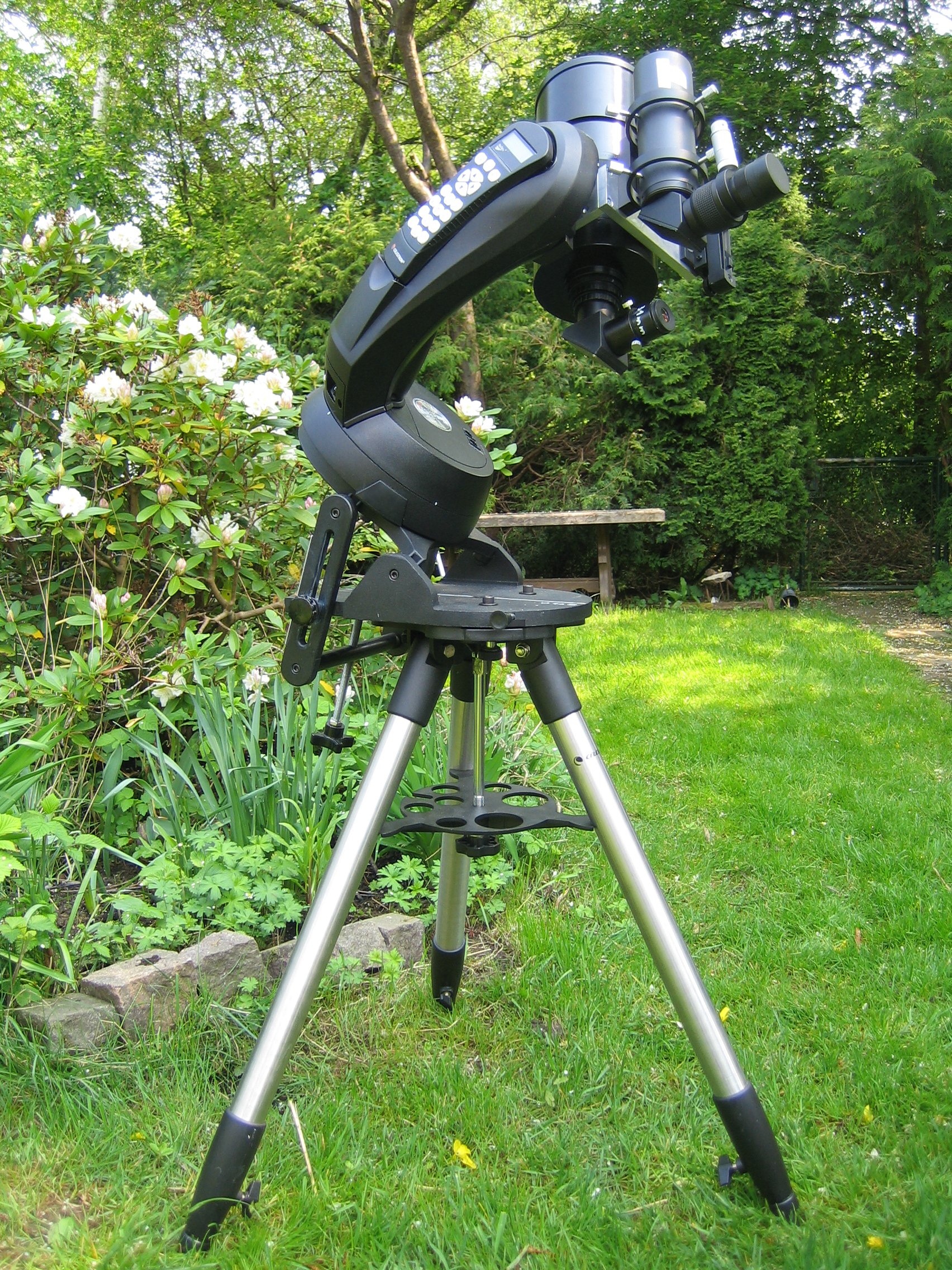
Azimutale Montierung mit kleinem Teleskop auf einer Polhöhenwiege

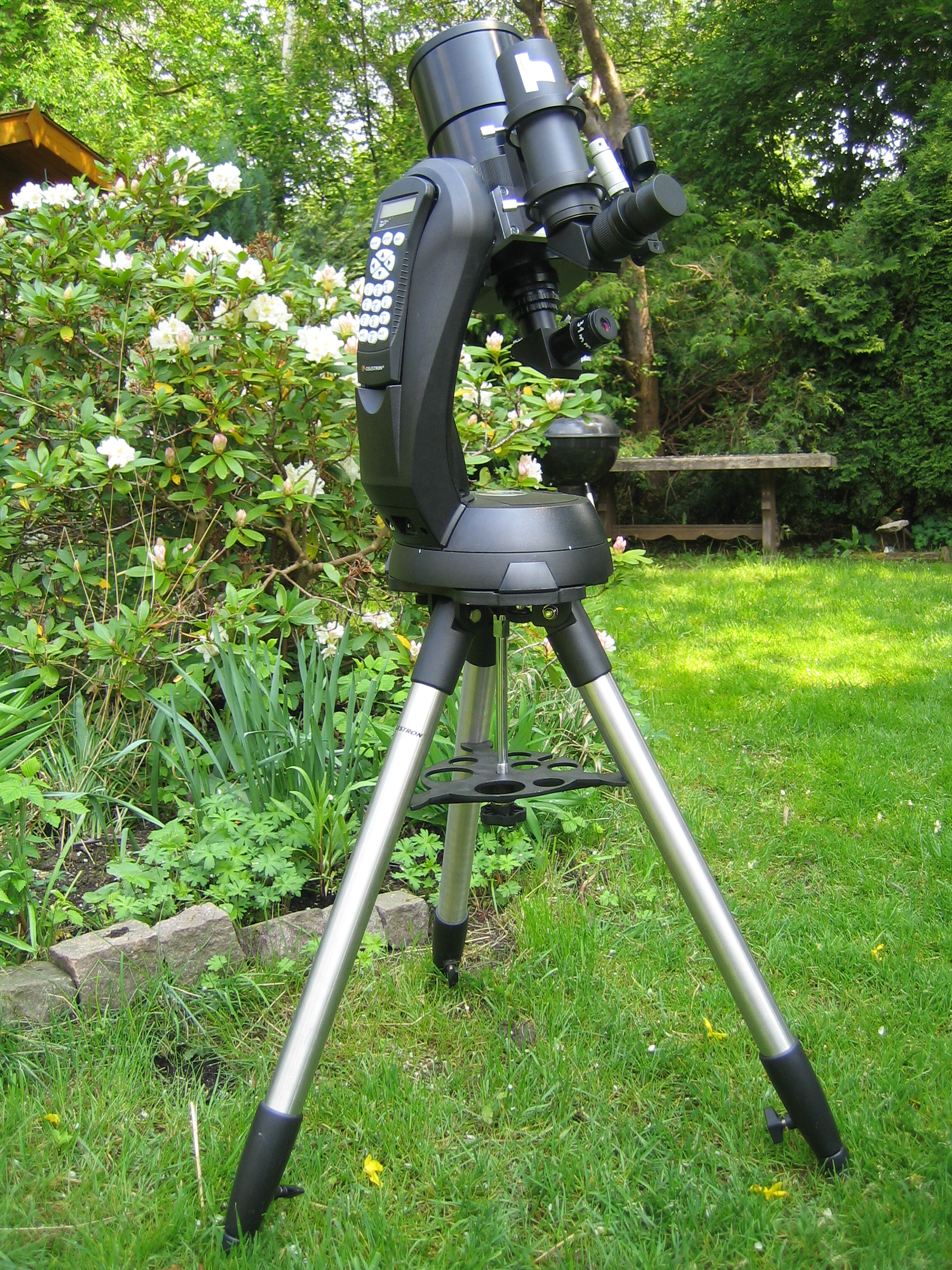
Azimutale Montierung

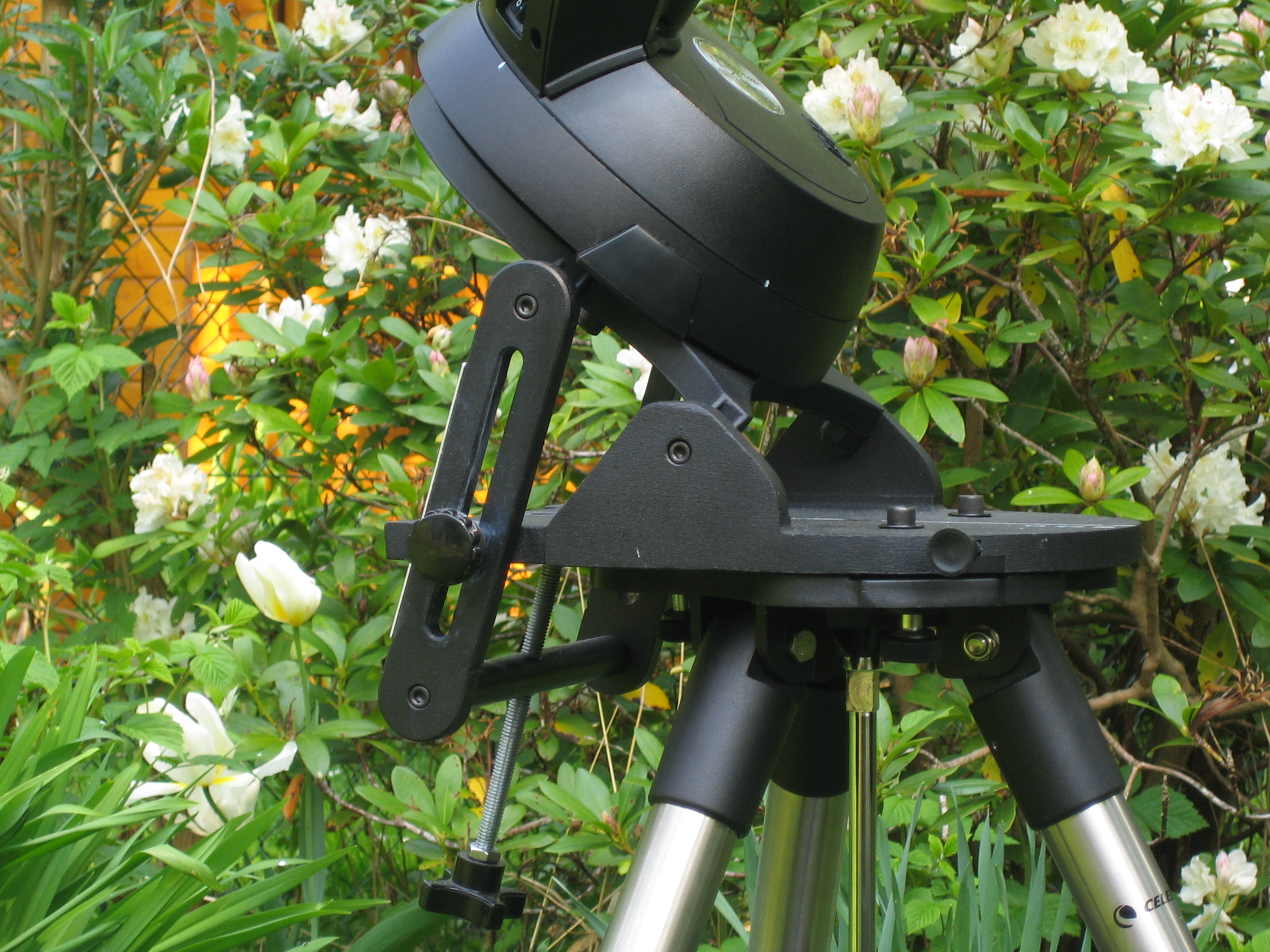
Polhöhenwiege

Eine Polhöhenwiege ist ein Zubehörteil von astronomischen Instrumenten. Mit ihr kann eine azimutale- zu einer parallaktischen Montierung umgerüstet werden.

## Funktion
Die Polhöhenwiege neigt die Hauptachse der Montierung so, dass diese parallel zur Achse des Himmelsäquators ausgerichtet ist. Durch diese Neigung muss das Teleskop nur noch in der Stundenachse (Rektaszension) nachgeführt werden, um die Erdrotation auszugleichen und das Beobachtungsobjekt im Gesichtsfeld zu halten. Die bei der azimutalen Montierung auftretende Rotation des Bildfeldes wird vermieden, wodurch astrofotografische Aufnahmen mit langer Belichtungszeit möglich werden.

## Aufbau
Die Polhöhenwiege besteht aus einer Grundplatte und einer zweiten Platte, deren Neigung einstellbar ist. Der zur Beobachtung von Himmelsobjekten optimale Neigungswinkel entspricht dem Breitengrad des Beobachtungsstandortes. Die Neigung wird durch Drehung einer Gewindestange eingestellt und mittels Klemmschrauben fixiert. Zur genauen Justage des Himmelspols kann die Grundplatte mittels einer zweiten Einstellmöglichkeit horizontal ausgerichtet werden. Die Polhöhenwiege wird auf einem Dreibeinstativ oder einer Säule aufgesetzt. Auf die Wiege wird die azimutale Montierung mit dem Teleskop aufgesetzt. Durch Verschieben der Oberplatte oder der AZ-Montierung auf derselben kann das Teleskop in begrenztem Umfang wieder in Richtung des optimalen Balancepunktes verschoben werden.

## Einsatz
Die Polhöhenwiege wird oft in der Amateurastronomie eingesetzt, um mit einer relativ einfachen azimutalen Montierung (z. B. Gabelmontierung) länger belichtete Himmelsaufnahmen machen zu können. Das bei der parallaktischen Montierung üblicherweise erforderliche Gegengewicht entfällt. Nachteilig an der Konstruktion ist aber, dass der gesamte Teleskopaufbau instabiler und stärker für Schwingungen anfällig wird. Er ist damit nur für sehr leichte Teleskope geeignet.